# Javier Tucat Moreno
Javier Tucat Moreno (* 8. Juli 1973 in Buenos Aires, Argentinien) ist ein argentinischer Pianist, Komponist und Arrangeur. Er ist seit 2000 in Berlin tätig.

## Leben
Javier Tucat Moreno studierte Klavier und Kammermusik an der Musikhochschule Juan José Castro in Buenos Aires.
Nach seinem Diplom 1998 setzte er seine Studien für Komposition, Klavier und Arrangement des Tango u. a. bei den Beba Pugliese und Aldo Antognazzi fort. Von 2004 bis 2007 studierte er Musikwissenschaften an der Humboldt-Universität zu Berlin.
Als Pianist, Leiter und Arrangeur des Tango-Ensembles La Cachetada wurde er 1999 Finalist des Festivals "Legend und Tradition" in Baradero, Buenos Aires.
Auf der Suche nach musikalischem und kulturellem Austausch zog er 2000 nach Berlin. Seitdem spielt er in ganz Deutschland und Europa in verschiedenen Formationen und mit Musikern unterschiedlicher musikalischer Herkunft.
Seit 2007 ist er Pianist der Orquesta de Tango Qué Tangazo!, die sich dem traditionellen Klang der Orquestas Típicas gewidmet hat. Das Trio "La Bicicleta" entstand 2009 mit dem Ziel eigene Kompositionen und traditionelle Tangos im neuen Gewand vorzustellen.
2004 bis 2009 war er als Pianist, Arrangeur und künstlerischer Leiter das Tango-Ensembles "Cantango Berlin" tätig, mit dem er u. a. in der Philharmonie Berlin, Philharmonie Wrocław (Polen), Kleines Theater (Salzburg), Teatro Alcalá (Oaxaca, México) und National Concert Hall Taipei (Taiwan) auftrat.
Sein Stil ist von den rhythmischen und großen musikalischen Einflüssen der argentinischen Folklore und des Tangos geprägt.
Er war in Buenos Aires als Klavier- und Musikpädagoge tätig, gibt auch in Deutschland Klavierunterricht und leitet Tango-Workshops. Er ist Mitglied der Deutsch-Lateinamerikanische Musikakademie.

## Werke
- Criollas N°1 y N°2, Buenos Aires 2000
- A la flaca (Tango), Berlin 2001
- Milonguita Cumbanchera (Milonga), Berlin 2001
- 2009 (Tango), Berlin 2009
- Zamba para volver a nacer (Zamba/Vidala fantasía), Berlin 2010